# Râul Andra
Râul Andra este un curs de apă, unul din cele două brațe care formează Râul Alba.